# Jane Graverol
Jane Graverol, née le 18 décembre 1905 à Ixelles et morte le 24 avril 1984 à Fontainebleau, est une peintre surréaliste belge.

## Biographie
Jane Graverol est la fille du peintre et graveur Alexandre Graverol (1865-1949) qui a fréquenté les poètes symbolistes à Paris et connu Verlaine. Après des études à l'Académie des beaux-arts d'Etterbeek et à celle de Bruxelles où elle suit les cours de Constant Montald et Jean Delville, elle s'installe, après une première exposition à Bruxelles en 1927, quelques années plus tard à Verviers. Séparée de son second mari, le compositeur Willy Dortu, elle préside à partir de 1938 l'Union artistique et littéraire de Verviers et y expose ses œuvres. Influencée d'abord par André Lhote puis, après la Seconde Guerre mondiale, par René Magritte et Giorgio De Chirico, sa peinture est dès 1946 qualifiée de surréaliste lors de son exposition au Palais des Beaux-Arts de Bruxelles. En 1949, Jane Graverol rencontre Magritte, Louis Scutenaire, Camille Goemans et Marcel Lecomte.
« Jane Graverol me vint un soir trouver et me fit tout à trac : “Y a rien ici. Faisons quelque chose”. Nous avons fait Temps mêlés, c'était en octobre 1952 », a raconté André Blavier, bibliothécaire à Verviers depuis 1942. Le premier numéro de la revue paraît en décembre. En mars 1953, lors d'un vernissage d'une exposition de Magritte qu'elle organise dans la cave de la revue Temps mêlés, Jane Graverol rencontre Marcel Mariën avec qui elle vivra durant une dizaine d'années une liaison tumultueuse. La même année, Temps mêlés publient sous le titre Jane Graverol une plaquette rassemblant des textes de la plupart des surréalistes belges.
Mariën et Jane Graverol fondent avec Paul Nougé la revue Les Lèvres nues, subversive, anticléricale et staliniste, qui paraît d'abord, en avril 1954, domiciliée chez Jane Graverol, à Verviers puis à partir de juin 1955 à Bruxelles. Les Lèvres nues publient en janvier 1956 Histoire de ne pas rire, recueil des écrits théoriques de Nougé. En 1959, Jane Graverol prend une part active à la réalisation du film de Mariën, L'Imitation du cinéma, auquel participe Tom Gutt, farce érotico-freudienne contre l'Église, qui provoque un scandale suivi d'une plainte déposée au parquet de Bruxelles. Le film sera encore projeté à Liège, à Anvers dans une salle des fêtes et à Paris au musée de l'Homme puis, la demande d'autorisation repoussée, interdit en France.
Dans les années 1960, Jane Graverol rencontre André Breton, et à New York, Marcel Duchamp, rencontres qui seront aussi capitales dans l'évolution de son style. Puis elle partage l'existence de Gaston Ferdière. Installée en France, elle continue d'exposer régulièrement en Belgique. Elle peint en 1964 La Goutte d'eau — tableau conservé à Liège au musée de l'Art wallon —, dans lequel elle rassemble les portraits des principaux surréalistes belges. « Ces quelque quinze personnes sont on ne peut plus harmonieusement mises en rapport sans rien perdre de ce qu'elles ont individuellement de plus significatif. « La goutte d'eau » : on ne pouvait rêver intitulation plus poétique mais il y va aussi d'une coupe pratiquée dans le plus beau tissu de l'aventure durant un demi-siècle : cette eau a les vertus d'un plasma d'une sève », lui écrit en 1966 André Breton.
Une exposition lui est dédiée à la galerie Ysi Brachot à Bruxelles en 1968, puis à la galerie Furstenberg à Paris en 1972. Dans le legs Irène Scutenaire-Hamoir exposé en 1996 au musée royal d'Art moderne à Bruxelles, dont Tom Gutt fut l'exécuteur testamentaire, figurent cinq œuvres de Jane Graverol. En 2002 le musée royal des Beaux-Arts d'Anvers présente Désirs en cage : Janes Graverol, Rachel Baes et le surréalisme. Jane Graverol figure en 2022 à l'exposition Surréalice au musée d'art moderne et contemporain de Strasbourg et en 2023 dans l'exposition Surréalisme au féminin ? organisée au Musée de Montmartre de Paris (sa peinture Le sacre de printemps est reproduite en affiche de l'exposition).

## Œuvres dans des collections publiques
- Bruxelles, musée royal d'Art moderne :
  - Les Hautes herbes ;
  - Lolita ;
  - Mademoiselle Mallarmé ;
  - Quelque chose du cœur pour Irène et Scut ;
  - La Misère humaine, 1967.
- Liège, musée de l'Art wallon : La Goutte d'eau, 1964, huile sur toile.